# Herman Fransen
Herman Fransen (1943) is een Belgische politieofficier. Hij was de laatste commandant van de rijkswacht en de eerste commissaris-generaal van de Belgische federale politie.
Fransen is de zoon van een rijkswachter. In 1961 startte hij met zijn opleiding tot rijkswachtofficier aan de Koninklijke Militaire School. In 1966 werd hij pelotonscommandant bij de 2de mobiele groep van de rijkswacht te Wilrijk. Later studeerde Fransen rechten aan de Katholieke Universiteit Leuven. Hij gaf vele jaren les strafrecht aan rijkswacht- en politieofficieren in opleiding. 
In september 1990 werd hij hoofddirecteur van het personeel van de Belgische rijkswacht. In 1992 werd hij onderchef van de generale staf van de rijkswacht. In 1996 werd hij chef van de generale staf en in 1998 luitenant-generaal en commandant van de rijkswacht. In die functie werkte hij mee aan het Octopusakkoord over de hervorming van de Belgische politie. Op 1 januari 2001 werd hij de eerste commissaris-generaal van de federale politie, een functie die hij uitoefende tot hij in 2007 werd opgevolgd door Fernand Koekelberg.